# Yumurta
Yumurta è un film del 2007 diretto da Semih Kaplanoğlu.

## Riconoscimenti
- Tulipano d'Oro 2008 all'International Istanbul Film Festival